# مرغابی (فیلم)
«مرغابی» (انگلیسی: Duck (film)) یک فیلم است که در سال ۲۰۰۵ منتشر شد. از بازیگران آن می‌توان به فیلیپ بیکر هال، ایمی هیل، بیل کوبس، و فرنچ استوارت اشاره کرد.